# Тремонт-авеню (линия Конкорс, Ай-эн-ди)
|     |   |   |     |   |   |     |
| · л | · | · | · э | · | · | · л |

|     |   |   |     |   |   |     |
| · л | · | · | · э | · | · | · л |

«Тремонт-авеню» (англ. Tremont Avenue) — станция Нью-Йоркского метрополитена, расположенная на линии Конкорс, Ай-эн-ди. Станция находится в Бронксе, в округе Тремонт, на пересечении Гранд-Конкорса с Восточной Тремонт-авеню. На станции останавливаются маршруты B (в часы пик) и D (круглосуточно). Экспресс-путь используется маршрутом D (в часы пик в пиковом направлении). Локальные пути используются маршрутами B (в часы пик) и D (круглосуточно, кроме часов пик в пиковом направлении).
Эта станция была открыта 1 июля 1933 год в составе первой очереди IND Concourse Line. Она представлена двумя островными платформами, расположенными на трёхпутном участке линии. Станция реконструировалась в 1999 году.
Станция имеет два выхода. Имеется мезонин, расположенный над платформами во всю их длину. Большая часть мезонина была закрыта в ходе реконструкции. Первый выход расположен в южной части платформ. С каждой платформы ведут две лестницы в мезонин над платформами, где располагается турникетный павильон. Оттуда в город ведут три лестницы – к перекрестку Восточная Тремонт-авеню и Гранд-Конкорса. Второй выход расположен с северного конца станции. Он устроен аналогично первому, но работает в определенные часы. Приводит к перекрестку Восточной 179-й улицы с Гранд-Конкорсом. Кроме того, в центре станции есть переход между платформами (через мезонин).